# Peyrano
La Peyrano è un'azienda di Torino, fondata nel 1914, nata come laboratorio di caramelle e trasformata in azienda produttrice di cioccolato dopo la prima guerra mondiale da Antonio Peyrano. A partire dal 1920 cominciano le forniture regolari alla famiglia reale italiana. Oltre ottanta le varietà di cioccolatini.

## Storia
Sul finire del 1914 Lucia Peyrano inizia nell'attuale sede della ditta un'attività di fabbricazione e vendita di caramelle che dovrà sospendere a causa della guerra. A guerra finita, nel 1919 Lucia, riprende la produzione e la vendita di caramelle con la partecipazione del fratello Antonio, che però si rende conto di non poter competere con concorrenza delle grandi aziende industriali, dotate di costosi macchinari. Così nel 1920 la ditta Peyrano Lucia nel piccolo laboratorio di corso Moncalieri punta su un altro prodotto: il cioccolato. L'intera famiglia (Antonio, che ha problemi di salute, è affiancato dal nipote Giacomo e dalla nuora Angiola) si lancia nella produzione e nella vendita e, anno dopo anno, con l'ausilio di nuove macchine, all'Alpino (il loro primo cioccolatino ripieno al liquore) se ne aggiungono di nuovi: nascono così le "noci", le "nocciole", le "mandorle", le "conchiglie", i "cuori", i "gianduiotti", i "cremini", il "quadretto" e molti altri. L’Alpino è coperto da un “brevetto per marchio d'impresa” rilasciato il 27 luglio 1935. Il 12 aprile 1938 l'azienda ottenne l'ambito riconoscimento di "Fornitore della Real Casa di Savoia" da Vittorio Emanuele III di Savoia.

### Passaggi di mano
Nel secondo dopoguerra entrano in azienda i figli di Giacomo, Giuseppe (1933) e Giorgio (1938). Nel 1963 viene rilevata la pasticceria di corso Vittorio Emanuele 76 a Torino, che Pfatisch aveva comprato dopo la separazione con l'ex socio Carlo Ferraris, e che diventerà "Peyrano Pfatisch", continuando poi in corso Moncalieri l'attività di produzione di pasticceria e confetteria, unita a quella della vendita dei cioccolatini. L'impegno principale di Giuseppe è rivolto alla pasticceria di corso Vittorio Emanuele, quello di Giorgio verso il laboratorio.
A metà degli anni Novanta non c'è più sintonia tra i due fratelli, proprietari ciascuno di metà del capitale. Così nel 2002 Giorgio con la moglie Bruna esce dall'azienda cedendo la sua quota al fratello il quale fa entrare nel capitale della Peyrano la famiglia Maione di Napoli, con un'attività che spazia dall'alimentare (Pastificio Russo) alla biotecnologia, dal software alla chimica. Nasce così la collaborazione tra le due famiglie. Nel 2006 il controllo dell'azienda passa ai Maione (Mario Maione e la figlia Mariella) in seguito ad un aumento di capitale che Giuseppe Peyrano non sottoscrive.
Nel dicembre 2010, a causa di difficoltà economiche del gruppo napoletano, il tribunale fallimentare di Torino decreta il fallimento dell'azienda Peyrano, sempre gestita dalla famiglia Maione.
Nel marzo 2011 i coniugi Giorgio e Bruna Peyrano riacquistano l'azienda in un'asta fallimentare e diventano, dopo averla lasciata nove anni prima, nuovamente proprietari della fabbrica, al prezzo di due milioni e diecimila euro Tutte le fasi della lavorazione del cioccolato avvengono nello stabilimento Peyrano, dalla tostatura al prodotto finito: tostatura con legno d'ulivo, macinatura ed eliminazione della buccia, miscelazione delle diverse qualità del cacao con zucchero, raffinazione e concaggio per 72 ore consecutive. Non vengono usati prodotti da terzi.
Nel gennaio 2017 viene chiusa a Torino la storica pasticceria Peyrano, a cui fa seguito nel 2019 il laboratorio di Corso Moncalieri a Torino.
Durante il natale 2019, riapre il celebre laboratorio di Corso Moncalieri a Torino, Il volto del riscatto è quello di Alessandro Pradelli, giovane imprenditore torinese di 34 anni, laureato in ingegneria meccanica, con esperienze importanti oltreoceano, dov’è stato consulente di Boston Consulting, oltre che fondatore di una startup del caffè al ginseng.
Per mantenere una continuità col passato, nel laboratorio sono stati riassunti i vecchi dipendenti.